# Карасье Озеро
Карасье Озеро — опустевшая деревня в Чистопольском районе Татарстана. Входит в состав Чувашско-Елтанского сельского поселения.

## География
Находится в центральной части Татарстана на расстоянии приблизительно 34 км по прямой на юг от районного центра города Чистополь вблизи автомобильной дороги Чистополь-Нурлат.

## История
Основана в 1930 году выходцами из села Ишалькино. До 1970 года там функционировала начальная школа с преподаванием на чувашском языке. Ныне деревня запустела.

## Население
Постоянных жителей было: в 1938 — 123, в 1949 — 145, в 1958 — 112, в 1970 — 104, в 1979 — 63, в 1989 — 36, в 2002 — 5 (татары 100 %, вероятно кряшены), 0 в 2010.